# Firefly (G.I. Joe)
Firefly es un personaje ficticio de la línea de juguetes G.I. Joe: A Real American Hero, cómics y series animadas. Es un mercenario que trabaja para la Organización Cobra como saboteador. Es interpretado por Ray Stevenson en la película de 2013 G.I. Joe: Retaliation.

## Perfil
Se desconoce el nombre de pila de Firefly. Incluso el Comandante Cobra no sabe su verdadero nombre o su apariencia. Firefly es un maestro ninja, un saboteador y un experto en todos los explosivos y detonadores de la OTAN y el Pacto de Varsovia. Siempre coloca sus cargas en el lugar adecuado para causar el máximo daño. Sus honorarios se pagan en una cuenta bancaria suiza numerada y siempre se pagan por adelantado. No hace garantías, y no da reembolsos.

### H.I.S.S.
Firefly también tiende a ir junto con Black Out y Munitia como H.I.S.S. (abreviatura de Hierarchy of Infiltration, Stealth, and Sabotage).

### Guardia Fénix
Los miembros de la Guardia Fénix eran agentes Cobra disfrazados, pero para que la elaborada artimaña del Comandante Cobra tuviera éxito, cada miembro del equipo necesitaba registros militares manipulados e historias personales fabricadas. La identidad inventada de Firefly era Snake-Eater, nombre real Jason B. Lee, muy probablemente un alias, ya que se clasificaron su lugar de nacimiento y número de serie. Las especialidades de Snake-Eater eran guardabosques, contrainteligencia y cartografía. Asistió a entrenamiento básico, entrenamiento avanzado de infantería, Escuela Aerotransportada y Escuela de Guardabosques, todo en Fort Benning, y también completó el curso de Calificación de Fuerzas Especiales en Fort Bragg. El general Rey notó que era brutal, impulsivo y desagradable, pero no podía negar su gran habilidad en el campo.

## Juguetes
Firefly se lanzó por primera vez como figura de acción en 1984. Se lanzó una nueva versión de Firefly en 1992. La figura se volvió a pintar y se lanzó como parte de la línea Battle Corps en 1993. Firefly tiene 11 figuras de acción más dos Figuras exclusivas de la convención en la línea de 3¾", una figura de 12" y dos figuras de 8". Se lo ve más comúnmente con una máscara de esquí y uniforme BDU. Popularmente se lo muestra en camuflaje urbano o gris, aunque solo 4 de sus figuras retratan él de esa manera.
Una versión de Firefly sin accesorios vino con Built to Rule Cobra Sand Snake en 2004, que siguió la historia de G.I. Joe: Spy Troops. La figura presentaba una articulación adicional con una articulación cortada a la mitad del muslo, además de que los antebrazos y las pantorrillas de la figura lucían lugares donde se podían unir bloques. La misma figura también fue recoloreada y lanzada con el Built to Rule Cobra Venom Striker.
Firefly apareció como un Kreon en la línea de juguetes G.I. Joe Kre-O de 2013 como parte del juego Check Point Alpha. El conjunto incluye Check Point Alpha junto con Law & Order y una motocicleta Cobra pilotada por Firefly.

### 25 Aniversario
Firefly ha sido lanzado en Wave 3.

## Cómics

### Marvel Comics
Firefly apareció por primera vez en la serie de Marvel Comics G.I. Joe: A Real American Hero #24 (junio de 1984).
El padre de Firefly tenía una deuda con el Clan Ninja Koga. Cuando su padre murió, Firefly fue acogido por el ninja. Entrenando con ellos, finalmente obtuvo el estatus de Maestro y tomó el nombre de "Maestro sin rostro". Poco después, el Comandante Cobra se acercó a Firefly con un trabajo: matar al hombre conocido como Snake-Eyes. El Comandante Cobra culpó a Snake Eyes por la muerte de su hermano. Viajando al dojo Arashikage donde estaba entrenando Snake Eyes, Firefly se dio cuenta de que no era rival para Snake Eyes.
Firefly se acercó al asesino Zartan en busca de ayuda. En un caso de identidad equivocada, Zartan mata al Hard Master, líder del Arashikage, en su lugar. El sobrino del Hard Master, Storm Shadow, fue culpado y huyó del dojo, deshonrado y tildado de traidor.
En otra misión para el Comandante Cobra, el Comandante dejó a Firefly en los Everglades de Florida. Al encontrarse con Destro, que también se había quedado atrás, los dos regresaron a la base de Cobra en Springfield, deteniéndose para múltiples batallas con los Joes. Luego planean la venganza. Primero intentaron volver a la buena voluntad del Comandante atacando el refugio de montaña de Snake Eyes. Los agentes de Cobra se sorprendieron de que Snake Eyes no estuviera solo y huyeron. Cuando Firefly llegó a Springfield, participó en el juicio de Billy, el hijo separado del Comandante Cobra, que había intentado matar al Comandante. Storm Shadow liberó a Billy antes de que se pudiera llegar a un veredicto.
Soft Master llegó a Springfield, rastreando al asesino de su hermano. Firefly y Scrap-Iron persiguieron al Soft Master y le lanzaron dos misiles. Mataron no solo a Soft Master sino también a Candy, agente de G.I. Joe y novia de Ripcord. Billy perdió un ojo y una pierna. Ripcord fue capturado poco después, pero no antes de que transmitiera la ubicación de Springfield al cuartel general de G.I. Joe. Firefly fue uno de los últimos agentes de Cobra en abandonar Springfield. Firefly tomó más trabajos de Cobra, luchando contra la Guardia de Octubre en Afganistán y luchando contra el Equipo G.I. Joe en el Mar Báltico y en la cima de un glaciar. También trató de robar el Vector Jet de los Joes, pero es detenido por Maverick. También luchó para asegurar una isla artificial cerca de la isla Cobra, pero la isla inestable pronto se hundió justo antes de que el equipo G.I. Joe pudiera expulsar a las fuerzas Cobra de la isla. El Dr. Mindbender asumió la culpa del fracaso a cambio de que Firefly lo salvara. Firefly luego intentó robar discos de computadora de alto secreto del gobierno de los EE. UU. El fue detenido por el G.I. Joe original, General Joseph Colton.
Poco después, el Comandante Cobra regresó y encerró a la mayoría de sus enemigos, incluido Firefly, en un carguero y lo enterró debajo de un volcán. Más tarde se reveló que Firefly había escapado, usando Battle Android Troopers para salir del carguero y poniendo su uniforme en el cadáver de Serpentor. Firefly luego le lavó el cerebro al Red Ninja, ex ninja de Arashikage, para que lo siguiera. Snake Eyes liberó al ninja del control mental y persiguieron a Firefly en busca de venganza. Se pensó nuevamente que Firefly estaba muerto y no se supo de él durante años.
Más tarde, se supo que Firefly había estado operando desde la Isla Cobra durante algún tiempo. Ha mantenido prisioneros a Road Pig y Zarana allí, hasta que los ninjas Cobra Slice y Dice los encontraron y los liberaron.

### Devil's Due
Firefly aparece varias veces en la serie Devil's Due. El roba un Battle Android Trooper muy modificado de un escuadrón de Joes y Dreadnoks. Para hacer esto, se arriesga a matarse a sí mismo y a cientos de personas inocentes.
Después de que Cobra fue derrotado, Firefly reaparece, trabajando para el "Hombre de ninguna parte" y reclutando soldados para un nuevo ejército. Snake Eyes, su alumna Ophelia y el equipo de élite Hammer intentan detenerlo. Ophelia y todos menos uno de los miembros de Hammer mueren. El sobreviviente, Sean Collins, se convierte en el nuevo aprendiz de Snake Eyes.
Más tarde, en Tokio, los dos ninjas se enfrentan a Firefly. Él revela que Derenko, un miembro del Hammer Team que se creía muerto desde hace mucho tiempo, es el Hombre de ninguna parte.
Serpentor, revivido después de su muerte en la serie Marvel, lanza un ataque global desde la Isla Cobra. Se revela que Firefly y Derenko estaban reclutando para Coil, el nuevo ejército de Serpentor. El poder combinado de un Cobra recién reformado y un Equiupo G.I. Joe recién restablecido aplasta a Coil, aunque no sin muertes para ambas organizaciones. Serpentor también muere. Después de una pelea con Zartan, Firefly escapa una vez más.

### America's Elite
En America's Elite, un satélite se estrella contra Chicago, matando a miles. Snake Eyes encuentra a Firefly allí, pero escapa de la captura.
Más tarde, el Secretario de Estado Garrett Freedlowe crea la Guardia Fénix, como una fuerza alternativa para reemplazar a G.I. José. Resulta que Freedlowe es en realidad el Comandante Cobra disfrazado, y que la Guardia Fénix, con la excepción de su oficial al mando, el General Rey, son todos agentes Cobra. Firefly participa como el miembro llamado "Snake-Eater". La Guardia Fénix ataca a La Roca, la base de operaciones secretas de G.I. Joe. Mientras que el resto de la Guardia Fénix es capturado siguiendo al contraataque de G.I. Joe, Firefly logra escapar una vez más. Firefly es luego capturado por Scarlett y Snake Eyes en Japón, y encarcelado en "The Coffin", una prisión de máxima seguridad en Groenlandia. Más tarde escapa del encarcelamiento durante la redada de Tomax en las instalaciones. Firefly lucha contra Snake Eyes uno a uno durante una batalla en las Montañas Apalaches, y mantiene a raya a Snake Eyes, hasta que Storm Shadow lanza una espada en dirección a Snake Eyes. Snake Eyes agarra la espada y rápidamente corta a Firefly en el pecho, dejándolo tirado en el suelo temblando.

### Reloaded
G.I. Joe Reloaded, es un reinicio de la continuidad de G.I. Joe. Firefly destruyó el Puente Golden Gate, intentó asesinar a Hawk, era parte de un complot para robar la Constitución de EE. UU., e intentó destruir las instalaciones petroleras saudíes. Durante la última misión, él fue capturado por Rock 'n Roll, cuya novia había muerto durante el ataque del Golden Gate.

### IDW
En 2010, Firefly reaparece en el reinicio de la serie IDW. Ahora muestra su rostro, y es negro.

## Serie animada

### Sunbow
Firefly apareció en la serie animada Sunbow G.I. Joe, con la voz de Gregg Berger. Firefly fue visto por primera vez en la miniserie "Revenge of Cobra", y luego apareció durante la primera temporada, donde mantuvo su papel de saboteador y mercenario. En al menos un episodio, se muestra casi paranoico por ocultar su identidad, llegando a amenazar la vida de los cautivos si se vuelven a mirarlo a pesar de que lleva una máscara; y enfureciéndose levemente cuando el Comandante Cobra se refiere a él por su nombre en clave (actuando como si acabaran de llamarlo por su nombre real). Tiene importantes contactos en el inframundo, a los que el Comandante Cobra se ve obligado a recurrir después de arruinarse. Firefly está ausente durante la mayor parte de la segunda temporada, pero apareció en el episodio "Into Your Tent I Will Silently Creep", en el que está involucrado en uno de los planes del Comandante Cobra para matar a Serpentor.

#### G.I. Joe: The Movie
También aparece en G.I. Joe: The Movie, pero solo por un corto tiempo. Después de que la caricatura cambiara de compañía productora de Sunbow/Marvel a DIC Entertainment, Firefly no hizo más apariciones.

### Películas directas a DVD
Firefly aparece en una línea de juguetes basada en G.I. Joe: Valor vs. Venom como un civil convertido en una de las tropas Venomizadas de Cobra.

### Sigma 6
Firefly tiene un papel importante en la caricatura de Sigma 6 y se une al equipo G.I. Joe al comienzo de la segunda temporada. Se muestra que usa armas basadas en fuego en la batalla. A lo largo de la primera mitad de la temporada, se insinúa que hay un espía entre los Joes. Finalmente se revela que es Firefly, quien atrapa al equipo y los entrega a Cobra. El excomandante de Firefly, Tte. Stone, intenta convencerlo de que no es demasiado tarde para ponerse del lado de los Joe, pero Firefly se siente insultado por la oferta. Se afeita la cabeza como señal de su lealtad a Cobra y, después de una batalla culminante con el teniente Stone, se va con el Comandante Cobra.
En "Ice", Firefly reaparece con un traje que recuerda tanto a su traje Sigma 6 como a su aparición en "A Real American Hero". En el episodio, lucha contra Snake Eyes en una base de Terrordrome en la Antártida. Después de que Snake Eyes se congelara accidentalmente, Firefly captura a Snake Eyes y se lleva a Snake Eyes antes de que la base del Terrordrome antártico explote.
En "Asalto", Firefly lucha contra Stone nuevamente y es derrotada. Firefly escapa de la base que se derrumba y le dice a Stone que debe irse.
Fue expresado por Sean Schemmel en la versión en inglés.

### Resolute
Firefly tuvo una breve aparición en G.I. Joe: Resolute, donde usa un lanzacohetes portátil para disparar un proyectil al edificio de las Naciones Unidas. Sin embargo, el dispositivo era solo un transmisor holográfico que permitía al Comandante Cobra transmitir sus demandas a los líderes mundiales.

### Renegades
Firefly aparece por primera vez en el episodio de G.I. Joe: Renegades,  "Fire Fight", con la voz de Peter MacNicol. Reimaginado como un incendiario pirómano que le habla al fuego como un amante, Firefly se cubre la cara con Renegades no para ocultar su identidad, sino para ocultar las quemaduras que lo desfiguran por todo el cuerpo. La Baronesa y el Doctor Mindbender envían a Firefly a aterrorizar a la ciudad de Green Ridge, después de que obtiene una orden judicial para evitar la construcción de la presa de Cobra. Firefly intenta incendiar la casa del alcalde, pero es impedido por Duke, Roadblock, Barbecue y Tunnel Rat. Luego se le ordena a Firefly que destruya toda la ciudad. Firefly explota el único puente hacia Green Ridge, lo que hace que los Joes huyan a través de la presa. Duke y Snake Eyes se enfrentan a Firefly cerca de su helicóptero, pero él desaparece. Cuando Roadblock luego usa el helicóptero para volar la presa, Firefly reaparece, lo que hace que el helicóptero se estrelle contra un acantilado. No se sabe si Firefly sobrevive o no.

## Película de acción real
Ray Stevenson interpreta a Firefly en G.I. Joe: Retaliation, la secuela de G.I. Joe: The Rise of Cobra. Stevenson reveló en una entrevista a Total Films que Firefly es un ex-Joe. Su nombre en clave en esta versión proviene de su sistema de armas característico, drones robot insectoides que utiliza para lanzar cargas explosivas de forma subrepticia. Durante la producción de la película, se suponía que el personaje no debía usar su característica máscara camuflada, pero Stevenson, quien investigó al personaje y se convirtió en fanático del Firefly original, presionó para que se mostrara usándola en algunas escenas.
En la película, Firefly ayuda a Storm Shadow a sacar al Comandante Cobra de la prisión. Más tarde lucha contra Roadblock y se burla de él mientras se prepara para matarlo. Luego es atropellado por un automóvil conducido por Flint y escapa. Mientras intenta activar un satélite destructivo para el Comandante Cobra, Firefly es atacado por Roadblock, quien lo derrota en una batalla de armas y combate cuerpo a cuerpo. Intenta enviar sus drones firefly a Roadblock, quien luego hace que uno de los drones de Firefly explote en Firefly, matándolo.

## Videojuegos
Firefly es uno de los villanos destacados en el juego de computadora de 1995 G.I. Joe: A Real American Hero.
Firefly apareció como jefe en G.I. Joe: The Atlantis Factor de 1992 para Nintendo Entertainment System.
En el videojuego G.I. Joe: The Rise of Cobra, Firefly, con la voz de Matthew Moy, es el segundo jefe con el que se lucha hacia el final del acto "Desert Jewel".